# سوختگی سیب‌زمینی
سوختگی یا بادزدگی سیب‌زمینی (نام علمی: Phytophthora infestans) مولد بیماریی است که پایه و ساقه گیاه سیب‌زمینی را به لعابی سیاه و چسبناک مبدل می‌کند. این بیماری موجب قحطی ویرانگر ایرلند شد که طی آن میلیون‌ها نفر دچار سوءتغذیه شدند و تعداد بسیار زیادی جان باختند.